# Bibliographie sur Henri de Toulouse-Lautrec

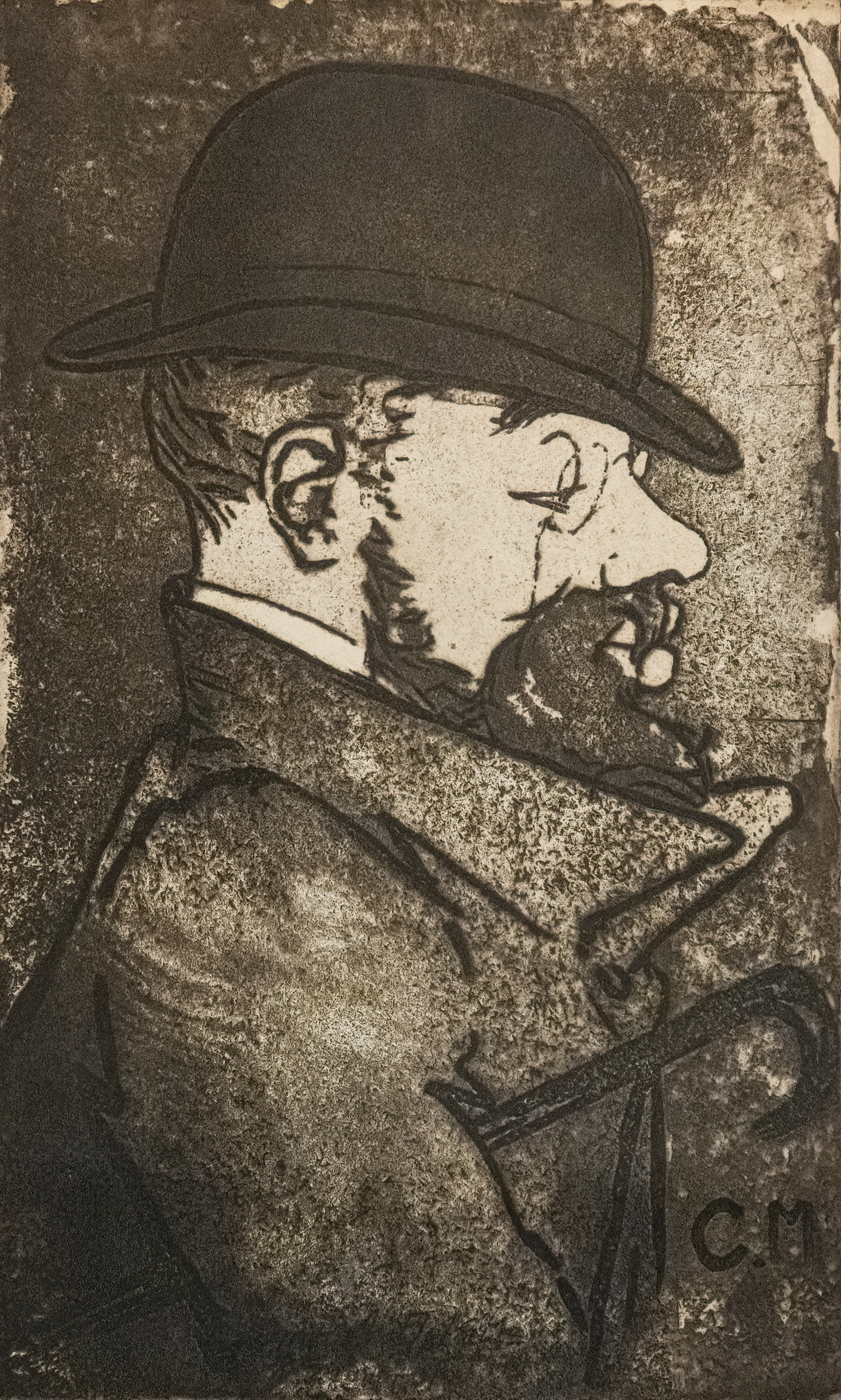
Toulouse-Lautrec par Charles Maurin.

Cette liste présente la bibliographie chronologique des œuvres consacrés à Henri de Toulouse-Lautrec.
Cette bibliographie a été établie à partir des éléments de rédaction fournis par l’article sur le peintre Henri de Toulouse-Lautrec. Cela a permis d’orienter la collecte des ouvrages disponibles à la Bibliothèque nationale de France. Une filmographie de référence est présente à la suite. Elle recense les divers films qui ont été produits sur ce sujet ainsi que leurs différentes versions matérielles. La partie multimédia regroupe des supports plus anciens tels que les diapositives, mais aussi un texte enregistré sur CD-ROM.

## Avant 1950
- Gustave Coquiot (ill. Henri de Toulouse-Lautrec), Lautrec ou Quinze ans de mœurs parisiennes, 1885-1900, Paris, Ollendorff, 1921, 238 p., in-8 (BNF 34168668)
- Maurice Joyant, Henri de Toulouse-Lautrec 1864-1901, peintre, deux volumes, Paris, H. Floury, 1926-1927, 311-282 p., In-4°, gravures dans le texte et planches hors texte (BNF 34183716)
- Paul de Lapparent, Toulouse-Lautrec, collection Les maîtres de l'art moderne, Les Éditions Rieder, Paris, 1927.
- Henri de Toulouse-Lautrec, Dessins de maîtres français : IX, Henri de Toulouse-Lautrec, 50 reproductions, Paris, s.n., 1930, 1 vol. ; in-fol. (BNF 40344666)
- Émile Schaub-Koch, Psychanalyse d'un peintre moderne (Henri de Toulouse-Lautrec), Paris, Edition littéraire internationale, 1935, 214 p., In-16 (BNF 31311115)
- Pierre Mac Orlan, Lautrec peintre de la lumière froide, Paris, Floury, coll. « Anciens et modernes », 1941, 179 p., ill., couv. ill. ; 19 cm (BNF 37459751)

## 1950-1959
- Édouard Julien, Les Affiches de Toulouse-Lautrec (Reproductions), Monte-Carlo, A. Sauret, 1950, 103 p., pl. et portraits en coul., couv. en coul., In-fol. (320 x 250) (BNF 32293757)
- Claude Roger-Marx, Yvette Guilbert vue par Toulouse-Lautrec (Reproductions), Paris, Au pont des arts, 1950, 10 p., fig., pl., couv. ill., In-fol. (385 x 285) (BNF 32579812)
- Madeleine Grillaert Dortu, Toulouse-Lautrec, Paris, Éditions du Chêne, 1952, 17 p., fig., pl. en coul., portr. en noir et en coul., couv. en coul., In-fol (BNF 32040273)
- Édouard Julien et Léon Bérard (Éditeur scientifique) (préf. Maurice Joyant et Léon Bérard), Toulouse Lautrec au Musée d'Albi, Albi, Musée Toulouse-Lautrec, 1923, XXXII-179 p.-8 p. de pl. : ill. ; 21 cm (BNF 40773168)
- Emmanuel Fougerat et Laboratoire Chantereau (Éditeur scientifique), Toulouse-Lautrec, 1864-1901, Paris, Laboratoire Chantereau, coll. « Drogues et peintures » (no 14), 1955, 14 p., 1 pièce (non paginé) : fig., portr. en noir et en coul., couv. en coul. H. c. ; in-8 (BNF 32119811)
- Gaston Levy, Réflexions sur la maladie de Toulouse-Lautrec, Paris, L'expansion scientifique française, 1957, 6 p., fig., portr. ; In-4º (BNF 40370559)

## 1960-1969
- Charles Perussaux, Les débuts de Toulouse-Lautrec dans l'estampe, Paris, s.n., 1960, In-8, paginé 13-16, fig., pl. en noir et en coul. (BNF 40370424)
- Thérèse Charpentier, Quelques lettres et un dessin inédits de Toulouse-Lautrec conservés au Musée Lorrain de Nancy, Nancy, Berger-Levrault, 1962, In-8, paginé 215-226, pl. (BNF 40370609)
- Jean Bouret, Toulouse-Lautrec, Paris, A. Somogy, 1963, 272 p., ill. en noir et en coul. ; In-8° (BNF 32930699)
- Musée des beaux-arts (Rennes), Toulouse-Lautrec et son milieu familial : Musée de Rennes, 5 février-17 mars 1963, Rennes, Musée de Rennes, 1963, 96 p., ill., couv. ill. ; In-8° (BNF 33110848)
- Petit Palais (Paris) et Musée Toulouse-Lautrec (Albi) (Éditeur scientifique) (préf. Jacqueline Bouchot-Saupique), Centenaire de Toulouse-Lautrec, expositions, Albi, Palais de la Berbie, juin-septembre 1964 : Paris, Petit Palais, octobre-décembre 1964, Paris, Réunion des musées nationaux, 1964, 192 p., ill., couv. ill. en coul. ; In-8° (BNF 33110745)
- Philippe Huisman et Madeleine Grillaert Dortu, Lautrec par Lautrec, Lausanne, Edita, 1964, 276 p., ill. en noir et en coul., cart. ill. ; In-4° (BNF 33046529)
- Henri Perruchot, Toulouse-Lautrec, d'Albi, Paris, s.n., 1964, In-4, paginé 75-82, fig., portr. (BNF 40370883)
- Pierre Paret, Lautrec, femmes, Lausanne, International art book, coll. « Rythmes et couleurs » (no 2), 1969, 62 p., ill. en coul. ; 21 cm (BNF 34648719)
- André Fermigier, Toulouse-Lautrec, Paris, F. Hazan, 1969, 256 p., ill. en noir et en coul., couv. ill. en coul. ; 21 cm (BNF 35320693)

## 1970-1979
- Fritz Novotny (trad. Léon Joseph), Toulouse-Lautrec, Paris, Éditions Cercle d'art, 1970, 54 p., ill., pl. en noir et en coul., cart. ill. ; 31 cm (BNF 35281754)
- Horst Keller, Toulouse-Lautrec, Paris ; Bruges, Desclée ; De Brouwer, 1970, 110 p., ill., pl. en noir et en coul. ; 29 cm (BNF 35351969)
- (en) Harvard college library (Cambridge, Mass.), Toulouse-Lautrec : book covers and brochures, Cambridge (Mass.), Harvard college library, 1972, 63 p., ill., couv. ill. ; 20 cm (BNF 36659748)
- Philippe Huisman et Madeleine Grillaert Dortu, Henri de Toulouse-Lautrec, Annecy-le-Vieux ; La Tour-de-Peilz ; Deventer, Plantyn ; Delta ; Kluwer, coll. « Les Impressionnistes », 1974, 95 p., ill. en noir et en coul., couv. ill. en coul. ; 34 cm (BNF 34560891)

## 1980-1989
- Jean Devoisins (ill. Henri de Toulouse-Lautrec), Les Maisons closes, Toulouse, D. Briand, coll. « Portfolio » (no 3), 1980, 6 p.-6 f. de pl. en coul. : ill. en coul., couv. ill. en coul. ; 42 cm (ISSN 0292-6636, BNF 34736426)
- Roger Joseph, Hommage à Toulouse-Lautrec, Toulouse, D. Briand, coll. « Portfolio » (no 2), 1980, 6 p.-10 f. de pl. en coul. : ill. en noir et en coul., couv. ill. en coul. ; 42 cm (ISSN 0292-6636, BNF 34738399)
- Henri Perruchot, La Vie de Toulouse-Lautrec, Verviers, Marabout, coll. « Marabout université » (no 365), 1981, 356 p., couv. ill. en coul. ; 18 cm (ISSN 0464-929X, BNF 34663067)
- Madeleine Grillaert Dortu et Jean-Alain Méric, Tout Toulouse-Lautrec, Paris, Flammarion, coll. « La Peinture », 1981, 2 vol. (95, 95 p.) ; in-16 (ISSN 0249-8847, BNF 37699996)
- Jean Biret-Chaussat (ill. Jean Biret), La Vie de Toulouse-Lautrec (Bandes dessinées), Paris, R. Laffont, coll. « Collection Une Vie, une œuvre », 1985, 50 p. (ISBN 2-221-04779-6, ISSN 0296-791X, BNF 34835564)
- Michel Melot, Les Femmes de Toulouse-Lautrec, Paris, A. Michel, coll. « Les Albums du Cabinet des estampes », 1985, 143 p. (ISBN 2-226-02501-4, ISSN 0767-0885, BNF 34837735)
- Charles de Rodat, Toulouse-Lautrec : album de famille (Ouvrages illustrés), Paris, Hatier, 1985, 187 p., ill. ; 30 cm (BNF 34839408)
- Madeleine Grillaert Dortu et Philippe Huisman, Lautrec par Lautrec, Lausanne, Édita, 1986, 274 p. (BNF 34879754)
- Gabriele Mandel et G.M. Sugana (Documentation), Tout l'œuvre peint de Toulouse-Lautrec, Paris, Flammarion, coll. « Tout l'œuvre peint », 1986, 136 p., Ill. en noir et en coul., couv. ill. en coul. ; 31 cm (ISBN 2-08-011223-6, ISSN 0768-2123, BNF 34911675)
- Toulouse-Lautrec, Paris, F. magazine, coll. « Grands peintres » (no 4), ca 1987, 2 fasc., 15 p., 4 f. de pl. en coul. : ill. en noir et en coul., couv. ill. en coul. ; 30 et 38 cm (BNF 35035276)
- Francis Jourdain et Jean Adhémar, T. Lautrec : essai sur Toulouse-Lautrec par Francis Jourdain ; Lautrec, peintre-graveur par Jean Adhémar, Paris, Ed. Pierre Tisné, 1987, 117 p., ill. en noir et en coul. ; 28 cm (BNF 35578850)
- Jean Sagne, Toulouse-Lautrec, Paris, A. Fayard, 1988, 446 p., 16 p. de pl. : couv. ill. en coul. ; 24 cm (ISBN 2-213-01874-X, BNF 34935449)
- Jean Sagne, Toulouse-Lautrec, Paris, Ed. de la Seine, coll. « Succès du livre », 1988, 446 p., 16 p. de pl. ; 24 cm (ISBN 2-7382-0151-2, ISSN 0989-3873, BNF 34993402)
- Toulouse-Lautrec, Paris, Fabbri, coll. « Regards sur la peinture » (no 16), 1988, 32 p., ill. en noir et en coul., couv. ill. en coul. ; 29 cm (ISBN 2-907745-24-7, BNF 35042108)
- Matthias Arnold (trad. Anne Desbordes), Henri de Toulouse-Lautrec : 1864-1901, le théâtre de la vie, Cologne, B. Taschen, 1989, 95 p., ill. en noir et en coul., couv. ill. en coul. ; 30 cm (ISBN 3-8228-0157-7, BNF 35528770)

## 1990-1999
- Pere Gimferrer (trad. Robert Marrast), Toulouse-Lautrec, Paris, Albin Michel, coll. « Les Grands maîtres de l'art contemporain », 1990, 128 p., ill. en noir et en coul. ; 31 cm (ISBN 2-226-04927-4, ISSN 0760-3525, BNF 35281672)
- Alfred Simon, Toulouse-Lautrec, Paris, La Manufacture, coll. « Les classiques de la Manufacture », 1990, 395 p., 36 p. de pl. en noir et en coul., couv. ill. ; 24 cm (ISBN 2-7377-0236-4, ISSN 1151-6720, BNF 35506524)
- Götz Adriani (trad. de l'allemand par Anne Lemonnier et Elisabeth Kohler), Toulouse-Lautrec, Paris, Flammarion, coll. « Collection Grandes monographies », 1991, 335 p., ill. en noir et en coul. ; 34 cm (ISBN 2-08-010073-4, ISSN 1159-2109, BNF 35476814)
- Jean Sagne, Toulouse-Lautrec au cirque, Paris, Flammarion, 1991, 126 p., ill. en noir et en coul. ; 29 cm (ISBN 2-08-010906-5, BNF 35481489)
- Édouard Julien, Toulouse-Lautrec, Paris, Flammarion, coll. « Les maîtres de la peinture », 1991, 96 p., ill. en noir et en coul., couv. ill. en coul. ; 29 cm (ISBN 2-08-011558-8, ISSN 0989-389X, BNF 35482281)
- Gilles Néret, Toulouse-Lautrec, Paris, Nathan, 1991, 191 p., ill. en noir et en coul. ; 34 cm (ISBN 2-09-284759-7, BNF 35484277)
- Gilles Néret, Toulouse-Lautrec, Amsterdam, Ed. Time-Life, coll. « Chefs-d'œuvre de la peinture », 1991, 191 p., ill. en noir et en coul. ; 34 cm (ISBN 2-7344-0605-5, BNF 35484552)
- Patrick O'Connor (trad. de l'anglais par Martine Erussard), Toulouse-Lautrec, plaisirs nocturnes : Traduction de : Toulouse-Lautrec, the night life of Paris, Londres, Phaidon, 1991, 79 p., ill. en noir et en coul. ; 32 cm (ISBN 0-7148-2688-X, BNF 35484755)
- Claire Frèches-Thory et José Frèches, Toulouse-Lautrec, les lumières de la nuit, Paris, Gallimard : Réunion des musées nationaux, coll. « Découvertes Gallimard : peinture » (no 132), 1991, 176 p., ill. en noir et en coul., couv. ill. en coul. ; 19 cm (ISBN 2-07-053178-3, ISSN 0988-0712, BNF 35487500)
- Anne de Margerie (dir.), Marianne Théry (dir.) et Dominique Brisson (dir.), Le temps Toulouse-Lautrec, Paris, Textuel : Réunion des musées nationaux, coll. « Le temps », 1991, 102 p., ill. en noir et en coul., couv. ill. en coul. ; 29 cm (ISBN 2-909317-00-5 et 2-7118-2495-0, ISSN 1159-4977, BNF 35493923)
- Pierre Mac Orlan (préf. Francis Lacassin), Toulouse-Lautrec, peintre de la lumière froide, Bruxelles, Éd. Complexe, coll. « Le regard littéraire » (no 51), 1991, 98 p., XVI-98 p. : couv. ill. en coul. ; 18 cm (ISBN 2-87027-425-4, BNF 35495818, présentation en ligne)
- Dominique Jarrassé, Henri de Toulouse-Lautrec-Monfa : entre le mythe et la modernité, Marseille, AGEP-P. Sers, coll. « L'esprit des arts », 1991, 183 p., ill. en noir et en coul. ; 33 cm (ISBN 2-902634-60-9, ISSN 1159-3261, BNF 35499943)
- Gérard Durozoi, Toulouse-Lautrec, Paris, Hazan, coll. « Les chefs-d'œuvre », 1992, 143 p., ill. en noir et en coul. ; 31 cm (ISBN 2-85025-263-8, ISSN 0986-4598, BNF 35499940)
- Bernard Denvir (trad. de l'anglais par Léna Rozenberg), Toulouse-Lautrec, Londres, Thames & Hudson, coll. « L'univers de l'art » (no 25), 1991, 215 p., ill. en noir et en coul., couv. ill. en coul. ; 21 cm (ISBN 2-87811-041-2, ISSN 0958-4757, BNF 35500198)
- François Gauzi, Lautrec mon ami, Paris, Bibliothèque des arts, 1992, 194 p., ill., couv. ill. ; 18 cm (ISBN 2-85047-192-5, BNF 35503344)
- Anne Roquebert, Le Paris de Toulouse-Lautrec, Paris, Hachette : Réunion des musées nationaux, coll. « Guides Paris-Musée d'Orsay », 1992, 63 p., ill. en coul., couv. ill. en coul. ; 20 cm (ISBN 2-01-018861-6, ISSN 1152-0973, BNF 35504160)
- François Le Targat, Toulouse-Lautrec : commentaires des hors-textes, Armelle Barré, Caroline Benzaria, Angélique Héron de Villefosse, Caroline Laroche, Paris, Ed. Cercle d'art, coll. « Les grands peintres », 1992, 198 p., ill. en noir et en coul. ; 33 cm (ISBN 2-7022-0325-6, ISSN 0750-5922, BNF 35510298)
- Nicole-Bérengère Tapie de Celeyran (photogr. René Delon), Le château du Bosc : enfance de Toulouse-Lautrec, Boulogne, Ed. du Castelet, 1992, 16 p., ill. en coul., couv. ill. en coul. ; 23 cm (ISBN 2-908555-29-8, BNF 35535256)
- Gale Barbara Murray (Éditeur scientifique) (préf. Danièle Devynck), Toulouse-Lautrec : un peintre, une vie, une œuvre, Paris, Belfond, 1992, 377 p., ill. en noir et en coul. ; 34 cm (ISBN 2-7144-2770-7, BNF 35536704)
- Rolande Delguste-Devismes et Stéphane Prevel (Collaborateur), Henri de Toulouse-Lautrec, Étienne Devismes : une belle amitié, Choisy-le-Roi, R. Delguste-Devismes, 1992, 93 p., ill. en noir et en coul. ; 23 cm (ISBN 2-9501863-7-8, BNF 35552098)
- Édouard Julien et Fernand Mourlot (Collaborateur), Les affiches de Toulouse-Lautrec, Monaco ; Paris, A. Sauret ; M. Trinckvel, 1992, 97 p., ill. en coul. ; 38 cm (ISBN 2-85132-001-7, BNF 35555185)
- Bibliothèque nationale (France), Les Lautrec de Lautrec : 18 février-31 mai 1992 : revue de presse (Coupures de presse), Paris, Bibliothèque nationale, 1992, 2 vol. (543 p.) : ill., couv. ill. ; 30 cm (BNF 35769880)
- Henri de Toulouse-Lautrec et Herbert D. Schimmel (Éditeur scientifique) (préf. Gale Barbara Murray), Correspondance, Paris, Gallimard, coll. « Art et artistes », 1992, 445 p., ill., couv. ill. en coul. ; 22 cm (ISBN 2-07-072532-4, ISSN 1158-7415, BNF 36655276)
- Bibliothèque nationale (France), Les Lautrec de Lautrec : 18 février-31 mai 1992 : album documentaire (Recueil factice constitué à l'occasion de l'exposition "Les Lautrec de Lautrec"), Paris, Bibliothèque nationale, 1992, 16 p. de pl. : ill. ; 55 cm (BNF 36959525)
- Matthias Arnold (trad. Anne Desbordes), Henri de Toulouse-Lautrec, 1864-1901 : le théâtre de la vie, Cologne, B. Taschen, coll. « La petite collection » (no 7), 1993, 95 p., ill. en noir et en coul., couv. ill. en coul. ; 30 cm (ISBN 3-8228-0157-7, BNF 36708917)
- José Abel (Réalisateur. Auteur du texte), Hubert Chevillard (Réalisateur. Auteur du texte), Hortense Guillemard (Réalisateur. Auteur du texte) et al., Cabarets d'après Henri de Toulouse-Lautrec, Paris, Trans europe film, 1993, 1 cass. vidéo (U-matic) (26 min 32 s) : coul. (PAL) (BNF 38533538)
- Frédéric Destremau, Louis Anquetin et Henri de Toulouse-Lautrec : amitié, environnement, rencontre et résonance, Saint-Cast-le-Guildo, F. Destremau, 1994, 715 p., ill. ; 30 cm (BNF 35745137)
- Colloque Toulouse-Lautrec (1992 ; Albi), Musée Toulouse-Lautrec (Albi (Éditeur scientifique), Réunion des musées nationaux (France) (Éditeur scientifique) et Musée d'Orsay (Paris) (Éditeur scientifique), Actes du Colloque Toulouse-Lautrec, Albi, mai 1992 (Actes de congrès), Albi ; Paris, Musée Toulouse-Lautrec ; Réunion des musées nationaux : Musée d'Orsay, 1994, 163 p., ill., couv. ill. ; 24 cm (BNF 35865709)
- (en) Julia Bloch Frey, Toulouse-Lautrec : a life, Londres, Weidenfeld and Nicolson, 1994, 195 p., XXII-195 p. : ill. en noir et en coul., jaquette ill. en coul. ; 24 cm (ISBN 0-297-81271-8, BNF 37477445)
- Maylis de Marolles, Les faux Toulouse-Lautrec, Paris, I.E.S.A., 1995, 50 f. : ill. en noir ; 29 cm (BNF 35812413)
- Anne Roquebert (dir.), Toulouse-Lautrec : 1864-1901, Paris, Cercle d'art, coll. « Découvrons l'art du XIXe siècle » (no 6), 1995, 63 p., ill. en noir et en coul. ; 31 cm (ISBN 2-7022-0446-5, ISSN 1272-0739, BNF 35818966)
- Gilles Néret et Ingo F. Walther (Éditeur scientifique), Henri de Toulouse-Lautrec, 1864-1904, Cologne, B. Taschen, 1995, 200 p., ill. en noir et en coul., couv. ill. en coul. ; 30 cm (ISBN 3-8228-8982-2, BNF 36989745)
- Julia Bloch Frey (trad. de l'anglais par Régina Langer), Toulouse-Lautrec : l'homme qui aimait les femmes, Paris, Michalon, 1996, 334 p., 8 p. de pl. : couv. ill. en coul. ; 24 cm (ISBN 2-84186-036-1, BNF 35846943)
- Centre municipal de l'affiche, de la carte postale et de l'art graphique (Toulouse) et François-Régis Gastou (dir.), Toulouse-Lautrec : petit mais grand, Toulouse, Centre de l'affiche, coll. « Étude du Centre de recherches, d'études et de documentation iconographique de Toulouse » (no 3), 1997, 190 p., ill. en noir et en coul., couv. ill. en coul. ; 30 cm (ISBN 2-912329-00-0, ISSN 1284-7135, BNF 36169173)
- Roger Planchon (photogr. Marianne Rosenstiehl), Lautrec, Paris, Éd. Plume, 1998, 141 p., ill. en coul., jaquette ill. en coul. ; 29 cm (ISBN 2-84110-076-6, BNF 37026730)
- Danièle Devynck, Toulouse-Lautrec : Lautrec traqué derrière l'attitude ou l'apparence sociale, Toulouse, Le Pérégrinateur éd., coll. « L'esprit curieux » (no 13), 1999, 12 p., 1 dépl. (non paginé) : ill. en noir et en coul., couv. ill. en coul. ; 19 cm (ISBN 2-910352-28-5, ISSN 1631-6258, BNF 38921374)

## 2000-2014
- Matthias Arnold (trad. de l'allemand par Anne Desbordes), Henri de Toulouse-Lautrec, 1864-1901 : le théâtre de la vie, Cologne, Taschen, coll. « La petite collection », 2000, 95 p., ill. en noir et en coul., couv. ill. en coul. ; 23 cm (ISBN 3-8228-6170-7, BNF 37107085)
- Jean-Jacques Lévêque, Henri de Toulouse-Lautrec : reporter de son époque, 1864-1901, Courbevoie, Art-Création-Réalisation éd., coll. « PocheCouleur » (no 31), 2001, 192 p., ill. en noir et en coul., couv. ill. en coul. ; 19 cm (ISBN 2-86770-146-5, ISSN 1248-6981, BNF 37652222)
- Bernard Fillaire, Lautrec enchaîné : fin février 1899-19 mai 1899, Paris, Éd. Noésis, 2001, 127 p., ill. en noir et en coul. couv. ill. en coul. ; 27 cm (ISBN 2-911606-51-5, BNF 38833631)
- Bertrand Lorquin et Fondation Dina Vierny-Musée Maillol (Paris), Toulouse-Lautrec : l'art de l'affiche, Paris, Gallimard, coll. « Découvertes Gallimard : hors série », 2002, 48 p., Non paginé : nombreuses ill. en noir et en coul., couv. ill. en coul. ; 18 cm (ISBN 2-07-076478-8, ISSN 0988-0712, BNF 38812210)
- Jean-Paul Morel (préf. Guillaume de Toulouse-Lautrec), Toulouse-Lautrec : en scène, Lausanne, Favre, 2003, 255 p., ill. en noir et en coul., couv. et jaquette ill. en coul. ; 29 cm (ISBN 2-8289-0735-X, BNF 39021552)
- Danièle Devynck, Toulouse-Lautrec, Paris, J.-P. Gisserot, coll. « Pour la peinture » (no 5), 2003, 125 p., couv. ill. ; 19 cm (ISBN 2-87747-730-4, ISSN 1637-2468, BNF 39030370, présentation en ligne)
- Louis Barbier, Toulouse-Lautrec, l'œuvre secrète : à la découverte des premières devinettes, Courtenay, Éd. de l'Institut Toulouse-Lautrec, 2003, 47 p., ill. en noir et en coul., couv. ill. en coul. ; 30 cm (ISBN 2-9521176-0-8, BNF 39109313)
- Pierre Cabanne, Henri de Toulouse-Lautrec : le peintre de la vie moderne, Paris, Terrail, 2003, 206 p., ill. en noir et en coul., couv. ill. en coul. ; 30 cm (ISBN 2-87939-268-3, BNF 39193818)
- Franck Maubert, Le Paris de Lautrec, Paris, Assouline, 2004, 79 p., ill. en noir et en coul., jaquette ill. en coul. ; 23 cm (ISBN 2-84323-654-1, BNF 39942710)
- Udo Florence (trad. de l'allemand par Virginie de Bermond-Gettle), Henri de Toulouse-Lautrec : sa vie et son œuvre, Cologne, Könemann, coll. « Mini du grand art », 2005, 95 p., ill. en noir et en coul., couv. ill. en coul. ; 20 cm (ISBN 3-8331-1389-8, BNF 40158599)
- Maria Cristina Maiocchi (trad. de l'italien par Centre international d'études linguistiques), Toulouse-Lautrec et Paris à la fin du XIXe siècle : Honoré Daumier, Édouard Manet, Edgar Degas, Vincent Van Gogh, Georges Seurat, Pierre Bonnard, Paris, Le Figaro, coll. « Les grands maîtres de l'art » (no 25), 2008, 311 p., nombreuses ill. en noir et en coul., couv. ill. en coul. ; 29 cm (ISBN 978-2-8105-0024-6, ISSN 1968-8830, BNF 41343295)
- Michel Souvais, Moi, La Goulue de Toulouse-Lautrec : les mémoires de mon aïeule, Paris, Publibook, 2008, 202 p., couv. ill. ; 23 cm (ISBN 978-2-7483-4256-7, BNF 41319468)
- Anne Sladovic et Alexandre Grenier (dir.), Henri de Toulouse-Lautrec : le spectacle des plaisirs, Évreux, Éd. Atlas, coll. « Les cent chefs-d'œuvre de », 2009, 122 p., nombreuses ill. en noir et en coul., couv. et étui ill. en coul. ; 31 cm + 1 puzzle : ill. en coul. ; 23 x 30 cm (ISBN 978-2-7312-4565-3, BNF 43570431)
- Matthias Arnold (trad. de l'allemand par Anne Desbordes), Henri de Toulouse-Lautrec, 1864-1901 : le théâtre de la vie, Cologne, Taschen, 2012, 96 p., ill. en noir et en coul., couv. ill., jaquette ill. en coul. ; 31 cm (ISBN 978-3-8365-3165-8, BNF 42645823)
- Sylvain Smague, Toulouse-Lautrec en vacances : bassin d'Arcachon, château de Malromé, Bordeaux, l'Horizon chimérique, 2014, 279 p., ill. en noir et en coul., couv. ill. en coul. ; 24 cm (ISBN 978-2-9542604-1-9, BNF 43785426)

## Ouvrages pour la jeunesse
- Marie Sellier, T comme Toulouse-Lautrec (Ouvrages pour la jeunesse), Paris, Réunion des musées nationaux, 1992, 57 p., ill. en noir et en coul., couv. ill. en coul. ; 16 x 21 cm (ISBN 2-7118-2594-9, BNF 35503485)
- Tony Hart et Myriam De Visscher (Adaptation française) (ill. Susan Hellard), Toulouse-Lautrec (Ouvrages pour la jeunesse), Tournai : Paris ; Saint-Lambert (Québec), Éd. Gamma ; Éd. Héritage, coll. « Enfants célèbres », 1995, 22 p., Non paginé : ill. en noir et en coul., couv. ill. en coul. ; 22 cm (ISBN 2-7130-1732-7 et 2-7625-8021-8, ISSN 0779-7613, BNF 35766358)
- Élèves de la classe de CP-CE1, école primaire annexe d'Albi et Musée Toulouse-Lautrec (Albi) (Éditeur scientifique), Toulouse Lautrec de A à Z (Ouvrages pour la jeunesse), Paris ; Albi, Somogy ; Musée Toulouse-Lautrec, 1995, 32 p., Non paginé : ill. en coul., couv. ill. en coul. ; 31 cm (ISBN 2-85056-229-7, BNF 35805169)
- Sylvie Girardet et Claire Merleau-Ponty (ill. Nestor Salas), Le petit moulin de Toulouse-Lautrec (Ouvrages pour la jeunesse), Paris, Réunion des musées nationaux, coll. « Salut l'artiste ! », 2003, 37 p., ill. en coul., couv. ill. en coul. ; 21 cm (ISBN 2-7118-4636-9, ISSN 1258-4347, BNF 39071008)

### Bandes dessinées
- Gradimir Smudja, série française Le Cabaret des muses, 4 tomes, 2004-2008 : la série s'inspire librement de la vie du peintre Toulouse-Lautrec à Montmartre, et ses rencontres avec Van Gogh, Degas, Gauguin[1]...

### Catalogues

#### Avant 1950
- Exposition des œuvres de Henri de Toulouse-Lautrec du 20 avril au 3 mai 1903 : Galerie Barthélemy, 52, rue Laffitte (Catalogues d'exposition), Paris, 1903, Non paginé 12 p. : ill. en noir et en coul. ; 14 cm (BNF 43812558)
- Catalogue des œuvres de Henri de Toulouse-Lautrec et de P.-E. Gairaud : exposées en l'hôtel du Télégramme, du 4 au 14 décembre 1907 (Catalogues d'exposition), Paris, 1907, 15 p., ill., couv. ill. ; 17 cm (BNF 44206918)
- Jos Hessel (Expert) (préf. Tristan Bernard et Gustave Coquiot), Catalogue de tableaux, aquarelles et dessins par H. de Toulouse-Lautrec (Catalogues de ventes publiques), S.l., s.n., ca 1913, 30 p. ill. + 1 carte d'entrée ; 27 cm (BNF 1544358d)
- Galerie Marcel Guiot (Éditeur scientifique) (préf. Fritz-René Vanderpyl), Exposition H. de Toulouse-Lautrec : estampes, monotypes, dessins : Du 27 mars au 24 avril 1928, Paris, Galerie Marcel Guiot (Catalogues d'exposition), Paris, Galerie Marcel Guiot, 1928, 1 vol. ; in-8 (BNF 31533132)
- Tristan Bernard, Exposition H. de Toulouse-Lautrec au profit de la Société des Amis du Musée d'Albi, 9 avril-17 mai 1931 (Catalogues d'exposition), Paris, Musée des arts décoratifs, 1931, 122 p., pl., portr., In-16 (BNF 31802450)

#### 1950-1959
- Michel Florisoone et Édouard Julien (préf. Germain Bazin et Madeleine Grillaert Dortu), Toulouse-Lautrec : exposition, Orangerie des Tuileries, mai-août 1951 (Catalogues d'exposition), Paris, Éditions des Musées nationaux, 1951, III-XXVI-48 p., pl. : ill., portraits ; 18 cm (BNF 32293765)
- Jean Adhémar, Jean Vallery-Radot et Bibliothèque nationale (France) (Éditeur scientifique) (préf. Julien Cain), Œuvre graphique de Toulouse-Lautrec : exposition, Paris, Bibliothèque nationale, 1951 (Catalogues d'exposition), Paris, Presses artistiques, 1951, Non paginé 76 p.-36 p. de pl. : ill., portr., couv. ill. ; 21 cm (BNF 37065167)
- Édouard Julien et Germain Bazin, Orangerie des Tuileries. Toulouse-Lautrec, Exposition en l'honneur du cinquantième anniversaire de sa mort, mai-août 1951 (Catalogues d'exposition), Paris, s.n., 1951, Pl. ; in-16 (BNF 41657681)
- Toulouse-Lautrec, l'œuvre graphique, collection Charell : exposition à la 26e Biennale de Venise, 1952 (Catalogues d'exposition), S.l., s.n., 1952, 157 p.-pl. : fig., pl., portr., couv. en coul., couv. mobile ill. ; 22 cm (BNF 40370034)
- Jean Adhémar, Inventaire sommaire de l'œuvre de Toulouse-Lautrec au Cabinet des Estampes (Catalogue ; Inventaires modernes), Paris, s.n., 1952, In-4, 28 ff., dactylogr. (BNF 40376514)
- Musée communal d'Ixelles (préf. J. C. Coquelet), Toulouse-Lautrec, 1864-1901 : Plakbrieven van, T. Lautrec (Catalogues d'exposition), Ixelles, Impr. communale, s.d., 12 p. n. ch. : couv. ill., polytypé ; in-16 (BNF 31966867)

#### 1960-1969
- Musée des beaux-arts (Rennes), Toulouse-Lautrec et son milieu familial : Musée de Rennes, 5 février-17 mars 1963 (Catalogues d'exposition), Rennes, Musée de Rennes, 1963, 96 p., ill., couv. ill. ; In-8° (BNF 33110848)
- Madeleine Grillaert Dortu, Édouard Julien et Jean-Gabriel Domergue, Chefs-d'œuvre de Toulouse-Lautrec appartenant au Musée d'Albi : exposition, 18 décembre 1958-15 mars 1959, Musée Jacquemart-André, Paris (Catalogues d'exposition), Paris, Musée Jacquemart-André, 1958, 32 p., fig., pl. en noir et en coul., portr. ; in-4º (BNF 40374849)
- Jean Adhémar, Toulouse-Lautrec, lithographies, pointes sèches : œuvre complet (Catalogues), Paris, Arts et métiers graphiques, 1965, 55 p., pl. en noir et en coul. ; 33 cm (BNF 32898263)
- Toulouse-Lautrec : 1864-1901, Musée des Beaux- Arts de Montréal, 19 avril-2 juin 1968 (préf. Jean Adhémar et Luc d'Iberville-Moreau) (Catalogues d'exposition), Montréal, s.n., 1968, 96 p., pl. : ill. en noir et en coul., couv. ill. ; in-8 (BNF 40375501)
- Musée Toulouse-Lautrec, Albi. 60 œuvres inconnues de Toulouse-Lautrec : 11 juin-15 septembre 1969 (Catalogues d'exposition), Albi, Musée Toulouse-Lautrec, 1969, 25 p., 8 pl. ; In-16 (BNF 33178927)

#### 1970-1979
- Madeleine Grillaert Dortu, Toulouse-Lautrec et son œuvre (Catalogues), New York, Collectors ed., coll. « Les artistes et leurs œuvres », 1971, 6 vol. : ill. ; 33 cm (ISBN 0-87681-045-8, BNF 40371333)
- Musée communal d'Ixelles, Henri de Toulouse-Lautrec : exposition, Musée d'Ixelles, 12 octobre-9 décembre 1973 (Catalogues d'exposition), Ixelles, Musée d'Ixelles, 1973, 111 p., ill. en noir et en coul., couv. ill. en coul. ; 21 cm (BNF 35636270)
- Musée Marmottan Monet (Paris), François Daulte (Auteur du texte) et Claude Richebé, Toulouse-Lautrec : chefs-d'œuvre du Musée d'Albi : exposition du 17 décembre 1975 au 10 avril 1976, Musée Marmottan, Paris (Catalogues d'exposition), Paris, Musée Marmottan, 1975, 67 p., ill. en noir et en coul., couv. ill. en coul. ; 24 cm (BNF 34557829)
- Laurent Mathieu, Madeleine Grillaert Dortu, Jean Devoisins et Jean-Alain Méric, Lautrec, elles : Albi, Musée Toulouse-Lautrec, 1976 (Catalogues d'exposition), Albi, Société des amis du Musée d'Albi, 1976, 24 p., ill. en noir et en coul., couv. ill. ; 28 cm (BNF 34581966)
- Salon d'automne (1976 ; Paris), Toulouse-Lautrec : Paris, Grand Palais, novembre 1976 (Catalogues d'exposition), Paris, Société du Salon d'automne, 1976, 192 p., Ill., couv. ill. en coul. ; 21 puis 27 cm (BNF 34608721)
- (en) Art institute (Chicago, Ill.) (ill. Charles F. Stuckey), Toulouse-Lautrec paintings (Catalogues d'exposition), Chicago, The Art Institute, 1979, 328 p., ill. en noir et en coul. ; couv. ill. ; In-4º (BNF 40376098)

#### 1980-1989
- Musée d'art et d'essai (Paris), Toulouse-Lautrec : la baraque de la Goulue : 29 novembre 1984-4 mars 1985, Musée d'art et d'essai, Paris (Catalogues d'exposition), Paris, Ed. de la Réunion des musées nationaux, coll. « Cahiers - Musée d'art et d'essai », 1984, 15 p., ill., couv. ill. ; 22 cm (ISBN 2-7118-0287-6, ISSN 0244-9242, BNF 34771475)
- Musée Toulouse-Lautrec (Albi), Catalogue (Catalogues), Albi, Musée Toulouse-Lautrec, 1985, 355 p. (BNF 34836095)
- Wolfgang Wittrock (trad. de l'anglais par Jérôme Coignard), Toulouse-Lautrec : catalogue complet des estampes, Paris, A.C.R. éd., coll. « La Vie et l'œuvre » (no 6, I-II), 1985, 831 p., 2 vol. ; ill. en noir et en coul. ; 34 cm (ISBN 2-86770-014-0, ISSN 0763-1367, BNF 34911679)
- Musée Toulouse-Lautrec (Albi) (Éditeur scientifique), Toulouse-Lautrec, œuvres du Musée d'Albi : exposition, Bruxelles, Passage 44, du 15 février au 13 avril 1986 (Catalogues d'exposition), Bruxelles, Crédit communal, 1986, 104 p., ill. en noir et en coul. ; 30 cm (BNF 35315928)
- Pierre Gassier et Fondation Pierre Gianadda, Toulouse-Lautrec : exposition (Catalogues d'exposition), Martigny, Fondation Pierre Gianadda, 1987, 258 p., ill. en noir et en coul., couv. ill. en coul. ; 24 cm (BNF 34944156)

#### 1990-1999
- Réjane Bargiel, Elisabeth Chopin et Anne-Marie Sauvage, Toulouse-Lautrec affichiste : Bibliothèque municipale de Chaumont, 2 mai-28 juillet 1990 (Catalogues d'exposition), Chaumont, Bibliothèque municipale, 1990, 86 p., ill. en noir et en coul., couv. ill. en coul. ; 29 cm (ISBN 2-9502816-1-3, BNF 35091189)
- Musée Toulouse-Lautrec (Albi), Toulouse-Lautrec & le japonisme : exposition, 29 juin-1er septembre 1991, Musée Toulouse-Lautrec, Albi (Catalogues d'exposition), Albi, Musée Toulouse-Lautrec, 1991, 71 p., ill. en noir et en coul., couv. ill. en coul. ; 22 x 24 cm (ISBN 2-901284-23-X, BNF 35467851)
- Bibliothèque nationale (France), Queensland art gallery (Brisbane, Australie) et National gallery of Victoria (Melbourne, Australie) (préf. Emmanuel Leroy Ladurie), Toulouse-Lautrec : les estampes et affiches de la Bibliothèque nationale : Queensland art gallery, Australia, Brisbane, 21 août-6 octobre 1991, National gallery of Victoria, Melbourne, 25 octobre-8 décembre 1991, Bibliothèque nationale, France, Paris, 18 février-15 mai 1992 (Catalogues d'exposition), Paris ; Brisbane, Bibliothèque nationale ; Queensland art gallery, 1992, 224 p., ill. en noir et en coul., couv. ill. en coul. ; 30 cm (ISBN 2-7177-1855-9, BNF 35499061)
- South bank centre (Londres), Réunion des musées nationaux (France), Hayward gallery (Londres) et Galeries nationales du Grand Palais (Paris), Toulouse-Lautrec : Hayward gallery, Londres, 10 octobre 1991-19 janvier 1992, Galeries nationales du Grand Palais, Paris, 18 février-1er juin 1992 (Catalogues d'exposition ; Catalogues raisonnés), Londres ; Paris, South bank centre ; Réunion des musées nationaux, 1992, 558 p., ill. en noir et en coul. ; 32 cm (ISBN 2-7118-2270-2, BNF 35499953)
- Bibliothèque nationale (France), Les Lautrec de Lautrec : exposition, Paris, Bibliothèque nationale, 18 février 1992-15 mai 1992 (Catalogues d'exposition), Paris, Bibliothèque nationale, 1992, 16 p., ill. en noir et en coul., couv. ill. en coul. ; 30 cm (ISBN 2-7177-1856-7, BNF 42410921)
- Nagoya city art museum (Nagoya, Japon) (Auteur du texte) et Musée Toulouse-Lautrec (Albi) (Éditeur scientifique), Toulouse-Lautrec et le japonisme : Exposition. Kyoto, The Museum of Kyoto. 1993 : Exposition. Tokyo, Mitsukoshi Museum of Art Sinjuku. 1993 (Catalogues d'exposition), S.l., Arts international corporation, 1994, 1 vol. (non paginé) : ill. en coul., couv. ill. en coul. ; 30 cm (ISBN 2-901284-40-X, BNF 39250117)
- (it) Peter Baum, Claude Bouret, Danièle Devynck et al., Toulouse-Lautrec : un artista moderna : il XX secolo : mostra, Firenze, Palazzo Vecchio, sala d'arme, Palazzo Medici-Ricardi Museo Mediceo, 8 ottobre-18 febbraio 1995 (Catalogues d'exposition), Florence, Artificio, 1995
- Centre municipal de l'affiche, de la carte postale et de l'art graphique (Toulouse), Toulouse-Lautrec : exposition, avril-décembre 1997, Toulouse, Centre de l'affiche, de la carte postale et de l'art graphique (Catalogues d'exposition), Toulouse, Centre de l'affiche, de la carte postale et de l'art graphique, 1997, 40 p., ill. en noir et en coul., couv. ill. en coul. ; 30 cm (ISBN 2-912329-01-9, BNF 36170873)

#### 2000-2015
- Danièle Devynck (trad. du français), Henri de Toulouse-Lautrec : les affiches : collection du Musée Toulouse-Lautrec (Catalogues), Graulhet, Éd. Odyssée, 2001, 111 p., ill. en noir et en coul., jaquette ill. en coul. ; 33 cm (ISBN 2-909478-11-4, BNF 37690654)
- Anne Roquebert (dir.), Toulouse-Lautrec, 1864-1901 (Catalogues), Paris, Cercle d'art, coll. « Découvrons l'art du XIXe siècle », 2001, 63 p., ill. en noir et en coul., jaquette ill. en coul. ; 32 cm (ISBN 2-7022-0640-9, ISSN 1272-0739, BNF 37692060)
- Jean-Claude Souyri (Auteur du texte), Henri de Toulouse-Lautrec : d'hier à aujourd'hui, 1901-2001 : exposition 2001, 15 septembre-28 septembre, Mairie d'Albi et octobre 2001, Naucelle (Aveyron), Château du Bosc (Catalogues d'exposition), Albi, Club international de la carte postale contemporaine, 2001, 99 f. : ill., couv. ill. en coul. ; 30 cm (BNF 37693205)
- Association pour la création d'un centre de l'art vivant (Paris) et Anthon Beeke (auteur du texte. graphiste) (préf. Alain Weill et Danièle Devynck), Le nouveau salon des cent, exposition internationale d'affiches : à l'occasion du centenaire de la mort (1901-2001) de l'affichiste Henri de Toulouse-Lautrec (Catalogues d'exposition), Graulhet, Éd. Odyssée, 2001, 228 p., ill. en noir et en coul., couv. ill. en coul. ; 33 cm (ISBN 2-909478-13-0, BNF 38855228)
- Toulouse Lautrec : visages-spectacles : exposition, Gaillac, Musée des beaux-arts, Château de Foucaud, 15 décembre 2001-17 mars 2002 (Catalogues d'exposition), Gaillac, Musée des beaux-arts, 2001, Non paginé-47 pl. : couv. ill. ; 22 cm (ISBN 2-910133-12-5, BNF 38980807)
- Dina Vierny, Jean-Alain Méric, Olivier Lorquin, Bertrand Lorquin et al., Toulouse-Lautrec et l'affiche : exposition, Paris, Fondation Dina Vierny-Musée Maillol, 8 février-6 mai 2002 (Catalogues d'exposition), Paris, Fondation Dina Vierny-Musée Maillol : Réunion des musées nationaux, 2002, 135 p., ill. en coul., couv. ill. en coul. ; 27 cm (ISBN 2-910826-19-8 et 2-7118-4409-9, BNF 38801314)
- Ephrem (Spécialiste de collections d'art), Toutes les affiches de Henri de Toulouse-Lautrec au Musée d'Ixelles : exposition, Ixelles, Musée d'Ixelles, 2002 (Catalogues d'exposition), Ixelles, Musée d'Ixelles, 2002, 128 p., ill., couv. ill. ; 25 cm (ISBN 2-930182-73-3, BNF 38973334)
- Daniel Gervis (Éditeur scientifique), Bibliothèque nationale de France (Éditeur scientifique), Brain trust Inc. (Tokyo) (Éditeur scientifique) et al., Henri de Toulouse-Lautrec : estampes & affiches : exposition, Nagoya, Musée d'art de Matsuzakaya, du 9 février au 1 mars 2005 (Catalogues d'exposition), Paris ; Tokyo, Bibliothèque nationale de France ; Brain trust Inc., 2005, 153 p., ill. en coul., couv. ill. en coul. ; 30 cm (BNF 39929556)
- Florence Rionnet (dir.), Robert Rocca, Danièle Devynck, Concetta Condemi et al., Les nuits de Toulouse-Lautrec : de la scène aux boudoirs : exposition, Dinan, Centre de rencontres économiques et culturelles, 7 juillet-30 septembre 2007 (Catalogues d'exposition), Paris ; Dinan, Somogy ; Musées de Dinan, 2007, 174 p., ill. en noir et en coul., couv. ill. en coul. ; 28 cm (ISBN 978-2-7572-0106-0, BNF 41087704)
- Danièle Devynck, Henri de Toulouse-Lautrec au Musée d'Albi (Catalogues), Albi, Éd. Grand Sud, 2009, 120 p., nombreuses ill. en noir et en coul., couv. et jaquette ill. en coul. ; 27 cm (ISBN 978-2-908778-85-4, BNF 42021277)
- Dominique Lobstein, Laurent Bihl, Jean-Paul Morel et al., Daumier, Steinlen, Toulouse-Lautrec : la vie au quotidien. : exposition présentée au Palais Lumière, à Évian, du 5 février au 8 mai 2011 (Catalogues d'exposition), Évian ; Paris, Palais Lumière ; Somogy, 2011, 195 p., nombreuses ill. en noir et en coul., couv. et jaquette ill. en coul. ; 28 cm (ISBN 978-2-7572-0443-6, BNF 42377462)
- Toulouse-Lautrec et le spectacle : exposition, Avignon, Musée Angladon-Dubrujeaud, 20 mars au 15 juin 2014 (Catalogues d'exposition), Avignon, Editions de la fondation Angladon-Dubrujeaud, 2014, 95 p., ill. ; 26 cm (ISBN 978-2-9510540-9-7 et 2-9510540-9-2, BNF 43829501)
- Sous la direction de Rudolf Koella, Toulouse-Lautrec et la photographie, éditions Hirmer, 2015, catalogue de l'exposition du musée des Beaux-Arts de Berne.  (ISBN 9783777424682)

## Vidéographie
- Jean-Christophe Averty (Réalisateur), Marc-Hugo Finaly (Compositeur) et François Beaulieu[Lequel ?] (Voix parlée), Lettre apocryphe dépêchée à un réalisateur de télévision ignorant et abusif par Henri de Toulouse-Lautrec (Image animée, monographie), Paris, Réunion des musées nationaux (France), 1992, 1 cass. vidéo (1 h) : n et bl, coul., SECAM ; 1/2 pouce VHS (BNF 38283554)
- Alain Jaubert (Réalisateur. Scénariste. Auteur du commentaire), Une légende fin de siècle : décoration pour la baraque de la Goulue (Image animée, monographie), Paris, Éditions Montparnasse, coll. « Palettes », 1992, 1 cass vidéo (VHS) (30 min) : coul. (SECAM), son. (ISSN 1768-8450, BNF 38278456)
- Alain Jaubert (Réalisateur. Scénariste. Auteur du commentaire), Marcel Cuvelier (Voix parlée), Nicolas Fournier (Voix parlée) et Françoise Reiner (Voix parlée), Une légende fin de siècle : décoration pour la baraque de la Goulue, Henri de Toulouse-Lautrec (Image animée, monographie), Paris, la Sept : FR3 : Delta Image, coll. « Palettes » (no 10), 1992, 1 DVD vidéo monoface simple couche toutes zones (1 h 29 min) : 4/3, coul. avec séquences n. et b. (PAL), son. (BNF 41341330)
- Hilary Chadwick (Réalisateur), Toulouse-Lautrec : 1864-1901 (Image animée, monographie), Neuilly-sur-Seine, Union générale cinématographique, coll. « Portraits de peintres », 1992, 1 cass. vidéo (VHS) (1 h) : coul. (SECAM) (BNF 38311659)
- Alain Jaubert (Réalisateur. Scénariste. Auteur du commentaire), Marcel Cuvelier (Voix parlée), Nicolas Fournier (Voix parlée) et Françoise Reiner (Voix parlée), Une légende fin de siècle (Image animée, monographie), Paris, Delta image, coll. « Palettes », 1993, 1 cass. vidéo (U-matic) (30 min 41 s) : coul. (PAL) (BNF 38533388)
- Hilary Chadwick (Réalisateur) et Melvyn Bragg, Henri de Toulouse-Lautrec : 1864-1901 (Image animée, monographie), Neuilly-sur-Seine, Union générale cinématographique, coll. « Portraits de peintres », 1993, 1 cass. vidéo (1 h) : n et bl, coul., SECAM ; 1/2 pouce VHS + 1 f. (BNF 38331909)
- Laure Beaumont-Maillet, Emmanuel Le Roy Ladurie, Jean-Pierre Osenat et al., Toulouse-Lautrec et Mary Cassatt (Image animée, monographie), Paris, Artefilm, coll. « La mémoire du regard », 1996, 1 cass. vidéo (VHS) (12 min) : coul. (SECAM) (BNF 38532420)
- Monica Casetti (dir.), Corinne Pineau (Rédacteur), Régine Sabre (Rédacteur), Hilary Chadwick (Réalisateur) et al., Toulouse-Lautrec (Multimédia multisupport), Paris, Éditions Fabbri, coll. « Regards sur la peinture », 1996, 33 p., 1 brochure : ill. en coul., couv. ill. en coul. ; 29 cm :1 cass. vidéo (VHS) (50 min) : coul. (SECAM) (BNF 38354220)
- Antoine Collas (Réalisateur), Corinne Augé (Réalisateur, effet, compositeur) et Corinne Lacombe (Voix parlée), Malromé : la demeure familiale du peintre Henri de Toulouse-Lautrec (Image animée, monographie), Bordeaux, Communication Vision Sud, 1997, 1 cass. vidéo (2 min 20 s) : coul., SECAM ; 1/2 pouce VHS (BNF 38379305)
- Alain Jaubert (Réalisateur. Auteur du texte. Auteur du commentaire) et Marcel Cuvelier (Voix parlée), Après l'impressionnisme : 3 : Henri de Toulouse-Lautrec : décoration pour la baraque de la Goulue (Image animée, monographie), Issy-les-Moulineaux, ARTE France développement, coll. « Palettes », 2004, 1 DVD vidéo monoface simple couche toutes zones (1 h 30 min) : 4/3, coul. (NTSC), son (BNF 39189473)
- Dominique Mougenot (Réalisateur, scénariste) et Joy Tlou (Scénariste), Toulouse-Lautrec (Image animée, monographie), Paris, IDE, coll. « Portrait d'artiste », 2005, 1 DVD vidéo monoface simple couche zone 2 (1 h 20 min) : 4/3, coul. avec séquences n. et b. (PAL), son., surround (Dolby) (BNF 40009305)
- Danièle Devynck (Auteur du texte), Lumière sur... Toulouse-Lautrec (Image animée, monographie), Albi, Musée Toulouse-Lautrec, 2011, 1 DVD vidéo monoface simple couche (25 min) : coul. (PAL), son. (BNF 42382712)
- Alain Jaubert (Réalisateur. Scénariste. Auteur du commentaire), Marcel Cuvelier (Voix parlée), Nicolas Fournier (Voix parlée) et Françoise Reiner (Voix parlée), Une légende fin de siècle : décoration pour la baraque de la Goulue (1895) (Image animée, monographie), Paris, Centre national du cinéma et de l'image animée, coll. « Palettes », 2014, 1 fichier vidéo numérique (31 min) : coul. avec séquences n. et b., son. (BNF 43761079)

## Multimédia
- Henri Perruchot et Jean Vergnet Ruiz, Toulouse-Lautrec (Multi-media, monographie), Lausanne, Éditions Rencontre, 1964, 1 livre (72 p.) : ill., 36 cm ; 30 diapositives : coul., 24 x 36 mm (BNF 38164895)
- Sylvie Patin (Éditeur scientifique), Toulouse Lautrec : Musée du Jeu de Paume (Multimédia multisupport), Paris, Éditions de la Réunion des musées nationaux, coll. « DiaLouvre », 1980, 1 f. ; 29 cm ; 10 diapositives : coul. ; 24 x 36 mm (BNF 41120697)
- Hervé Le Masne de Chermont (dir.), Toulouse-Lautrec (Document électronique, monographie), Montreuil, Ubi soft, 1996, 1 disque optique numérique (CD-ROM) : son., coul. ; 12 cm (BNF 38581313)
- Guy Gouëzel (Éditeur scientifique), Andrew Storer (Rédacteur), Ève Sivadjian (Auteur du texte), Pierre Arditi (Voix parlée) et al., Lautrec, l'excentrique de Montmartre (Document électronique, monographie), Evreux, Éditions Atlas, coll. « Les génies de la peinture » (no 10), 1997, 1 disque optique numérique (CD-ROM) : coul., son. ; 12 cm + 1 brochure (BNF 38380977)

## Sources pour la rédaction de l'article
- André Fermigier, Toulouse-Lautrec, Paris, F. Hazan, 1969, 256 p., ill. en noir et en coul., couv. ill. en coul. ; 21 cm (BNF 35320693)
- Selim Abdul Hak, « Les drames des peintures démantelées. Un tableau de Toulouse-Lautrec goulument désossé. », Le courrier de l'Unesco,‎ septembre 1974, p. 26-27 (lire en ligne, consulté le 14 novembre 2014)
- Henri Perruchot, La Vie de Toulouse-Lautrec, Verviers, Marabout, coll. « Marabout université » (no 365), 1981, 356 p., couv. ill. en coul. ; 18 cm (ISSN 0464-929X, BNF 34663067)
- Michel Souvais, Moi, La Goulue de Toulouse-Lautrec : les mémoires de mon aïeule, Paris, Publibook, 2008, 202 p., couv. ill. ; 23 cm (ISBN 978-2-7483-4256-7, BNF 41319468)
- Philippe Huisman et Madeleine Grillaert Dortu, Lautrec par Lautrec, Lausanne, Edita, 1964, 276 p., ill. en noir et en coul., cart. ill. ; In-4° (BNF 33046529)
- Emmanuel Bénézit, Dictionnaire critique et documentaire des peintres, sculpteurs, dessinateurs et graveurs de tous les temps et de tous les pays : Nouv. éd. refondue sous la dir. de Jacques Busse, Paris, Gründ, 1999, 14 vol. : ill. ; 25 cm (BNF 36976295), p. 749-752, tome 13
- Wolfgang Wittrock (trad. de l'anglais par Jérôme Coignard), Toulouse-Lautrec : catalogue complet des estampes, Paris, A.C.R. éd., coll. « La Vie et l'œuvre » (no 6, I-II), 1985, 831 p., 2 vol. ; ill. en noir et en coul. ; 34 cm (ISBN 2-86770-014-0, ISSN 0763-1367, BNF 34911679)